# Antioco (prefetto del pretorio)
Antioco (... – VI secolo) è stato un politico bizantino.

## Biografia
Pur in presenza di scarse informazioni che lo riguardano, Antioco è attestato dalle fonti come prefetto del pretorio d'Italia negli anni 552-554, fasi conclusive della guerra gotica (535-553) tra Bizantini e Ostrogoti per il possesso dell'Italia. Agnello Ravennate, l'autore del Liber Pontificalis Ecclesiae Ravennatis, narra che Antioco, durante il suo mandato, restaurò la città di Forum Cornelii, probabilmente verso la fine del 552 ("restituta est civitas Foro Cornelii ab Antioco præfecto").
Nel corso del 553, dopo la sconfitta dell'ultimo re goto Teia, l'Italia venne invasa da un esercito franco-alamanno, condotto da Butilino e Leutari. Il generalissimo bizantino Narsete inviò un esercito in Emilia per ostacolare la loro avanzata verso sud, ma, dopo una sconfitta nei dintorni di Parma, si ritirò a Faenza. Narsete, allora, inviò Stefano per spingerli a ritornare a Parma, minacciando di non perdonarli se non avessero obbedito, ma i soldati addussero come pretesto per giustificare il loro ritiro il fatto che nel distretto di Parma non ricevevano né rifornimenti né il soldo dal prefetto del pretorio d'Italia, Antioco, e promisero che sarebbero ritornati a Parma una volta risolti questi problemi. Stefano, quindi, si recò a Ravenna, portò dai soldati Antioco, e, risolti i loro problemi, i soldati poterono ritornare ad accamparsi a Parma.
Dopo la sconfitta definitiva dei Franchi e degli Alamanni, Antioco ricevette, nel 554, da Costantinopoli la Prammatica Sanzione, con cui Giustiniano, ritenendo l'Italia ormai pacificata (pur con sacche di resistenza nell'Italia settentrionale, soprattutto nelle Venezie), estese la legislazione imperiale all'Italia; oltre che a Antioco, questo importante documento legislativo era indirizzato al generalissimo Narsete.